# Mikołaj Miechowicki
Mikołaj Miechowicki (Miechowiecki, Miechowski) herbu Pniejnia (zm. 7 października 1608) – dowódca wojsk Dymitra Samozwańca II w czasie dymitriad.
Był zausznikiem marszałka wielkiego koronego Zygmunta Myszkowskiego. Dowodził rotą jego wojsk nadwornych. Związany z Dymitrem Samozwańcem I. Po jego śmierci działał w interesie Maryny Mniszchównej. Według opinii współczesnych był głównym inicjatorem pojawienia się Dymitra Samozwańca II. Skaptował na jego służbę 5000 Polaków, skuszonych obietnicą wysokiego żołdu. Odniósł wiele zwycięstw w walce z oddziałami Wasyla IV Szujskiego. W 1607 uwolnił oblegany Kozielsk. Został zabity przez kniazia Romana Różyńskiego. 